# Dział administracji rządowej
Dział administracji rządowej – pojęcie wprowadzone pierwotnie art. 56 tzw. Małej Konstytucji, a następnie art. 149 Konstytucji Rzeczypospolitej Polskiej i dookreślone ustawą z 4 września 1997 o działach administracji rządowej, mające na celu umożliwienie Prezesowi Rady Ministrów elastycznego kształtowania liczby i kompetencji członków Rady Ministrów, a co za tym idzie wzmocnienia pozycji premiera w rządzie.
Ustawa weszła w życie 1 kwietnia 1999 i od tego czasu była wielokrotnie nowelizowana. Początkowo kwestie przyporządkowania działów poszczególnym ministrom regulowały przepisy przejściowe. Rzeczywiste wprowadzenie ustawy nastąpiło w okresie od października do grudnia 1999, gdy ogłoszone zostały pierwsze rozporządzenia Rady Ministrów w sprawie utworzenia ministerstw oraz rozporządzenia Prezesa Rady Ministrów określające szczegółowy zakres działania ministrów.
Od czasu wprowadzenia działów administracji rządowej ministrowie są określani w ustawach jako ministrowie właściwi do spraw danego działu, przy czym Konstytucja nazywa wprost dwóch obowiązkowo powoływanych członków Rady Ministrów, tj. Ministra Obrony Narodowej oraz Ministra Sprawiedliwości, toteż w ich przypadku w ustawach stosuje się wspomniane nazwy organów, a nie pojęcia ministra właściwego do spraw obrony narodowej oraz ministra właściwego do spraw sprawiedliwości.
Ograniczeniem wynikającym z ustawy jest wymóg, by działami budżet, finanse publiczne i instytucje finansowe kierował ten sam minister. 

## Działy istniejące

### Administracja publiczna
Dział utworzono 1 kwietnia 1999.
| Minister kierujący działem                  | Okres kierowania działem                 | Źródło                                                                |
| Minister Spraw Wewnętrznych i Administracji | 18 października 1999 – 18 listopada 2011 | [ 6 ] [ 7 ] [ 8 ] [ 9 ] [ 10 ] [ 11 ] [ 12 ] [ 13 ] [ 14 ]            |
| Minister Administracji i Cyfryzacji         | 18 listopada 2011 – 16 listopada 2015    | [ 15 ] [ 16 ]                                                         |
| Minister Spraw Wewnętrznych i Administracji | od 16 listopada 2015                     | [ 17 ] [ 18 ] [ 19 ] [ 20 ] [ 21 ] [ 22 ] [ 23 ] [ 24 ] [ 25 ] [ 26 ] |

### Aktywa państwowe
Dział utworzono 29 lutego 2020.
| Minister kierujący działem   | Okres kierowania działem | Źródło                                    |
| Minister Aktywów Państwowych | od 21 marca 2020         | [ 28 ] [ 29 ] [ 30 ] [ 31 ] [ 32 ] [ 33 ] |

### Budownictwo, planowanie i zagospodarowanie przestrzenne oraz mieszkalnictwo
Dział utworzono 27 listopada 2015.
| Minister kierujący działem              | Okres kierowania działem                   | Źródło                             |
| Minister Infrastruktury i Budownictwa   | 27 listopada 2015 – 9 stycznia 2018        | [ 35 ] [ 36 ]                      |
| Minister Infrastruktury                 | 9 stycznia 2018 – 22 stycznia 2018         | [ 37 ] [ 38 ]                      |
| Minister Inwestycji i Rozwoju           | 22 stycznia 2018 – 20 września 2019        | [ 39 ]                             |
| Minister Finansów, Inwestycji i Rozwoju | 20 września 2019 – 15 listopada 2019       | [ 40 ]                             |
| Minister Rozwoju                        | 15 listopada 2019 – 6 października 2020    | [ 41 ]                             |
| Minister Rozwoju, Pracy i Technologii   | 6 października 2020 – 26 października 2021 | [ 42 ] [ 43 ]                      |
| Minister Rozwoju i Technologii          | 26 października 2021 – 24 lipca 2025       | [ 44 ] [ 45 ] [ 46 ] [ 47 ] [ 48 ] |
| Minister Finansów i Gospodarki          | od 24 lipca 2025                           | [ 49 ]                             |

### Budżet
Dział utworzono 1 kwietnia 1999.
| Minister kierujący działem                         | Okres kierowania działem                   | Źródło                                                                       |
| Minister Finansów                                  | 3 grudnia 1999 – 28 września 2016          | [ 50 ] [ 51 ] [ 52 ] [ 53 ] [ 54 ] [ 55 ] [ 56 ] [ 57 ] [ 58 ] [ 59 ] [ 60 ] |
| Minister Rozwoju i Finansów                        | 28 września 2016 – 9 stycznia 2018         | [ 61 ] [ 62 ]                                                                |
| Minister Finansów                                  | 9 stycznia 2018 – 20 września 2019         | [ 63 ] [ 64 ]                                                                |
| Minister Finansów, Inwestycji i Rozwoju            | 20 września 2019 – 15 listopada 2019       | [ 40 ]                                                                       |
| Minister Finansów                                  | 15 listopada 2019 – 6 października 2020    | [ 65 ]                                                                       |
| Minister Finansów, Funduszy i Polityki Regionalnej | 6 października 2020 – 26 października 2021 | [ 66 ]                                                                       |
| Minister Finansów                                  | 26 października 2021 – 24 lipca 2025       | [ 67 ] [ 68 ] [ 69 ] [ 70 ]                                                  |
| Minister Finansów i Gospodarki                     | od 24 lipca 2025                           | [ 49 ]                                                                       |

### Członkostwo Rzeczypospolitej Polskiej w Unii Europejskiej
Dział utworzono 1 stycznia 2010.
| Minister kierujący działem          | Okres kierowania działem            | Źródło                                           |
| Minister Spraw Zagranicznych        | 1 stycznia 2010 – 5 marca 2020      | [ 72 ] [ 73 ] [ 74 ] [ 75 ] [ 76 ] [ 77 ] [ 78 ] |
| Minister do Spraw Unii Europejskiej | 5 marca 2020 – 27 listopada 2023    | [ 79 ] [ 80 ]                                    |
| Minister Spraw Zagranicznych        | 27 listopada 2023 – 13 grudnia 2023 | [ 81 ]                                           |
| Minister do spraw Unii Europejskiej | 13 grudnia 2023 – 24 lipca 2025     | [ 82 ]                                           |
| Minister Spraw Zagranicznych        | od 24 lipca 2025                    | [ 83 ]                                           |

### Energia
Dział utworzono 27 listopada 2015.
| Minister kierujący działem    | Okres kierowania działem            | Źródło                      |
| Minister Energii              | 1 grudnia 2015 – 15 listopada 2019  | [ 84 ] [ 85 ]               |
| Minister Aktywów Państwowych  | 15 listopada 2019 – 21 marca 2020   | [ 86 ] [ 28 ]               |
| Minister Klimatu              | 21 marca 2020 – 6 października 2020 | [ 87 ]                      |
| Minister Klimatu i Środowiska | 6 października 2020 – 24 lipca 2025 | [ 88 ] [ 89 ] [ 90 ] [ 91 ] |
| Minister Energii              | od 24 lipca 2025                    | [ 92 ]                      |

### Finanse publiczne
Dział utworzono 1 kwietnia 1999.
| Minister kierujący działem                         | Okres kierowania działem                   | Źródło                                                                       |
| Minister Finansów                                  | 3 grudnia 1999 – 28 września 2016          | [ 50 ] [ 51 ] [ 52 ] [ 53 ] [ 54 ] [ 55 ] [ 56 ] [ 57 ] [ 58 ] [ 59 ] [ 60 ] |
| Minister Rozwoju i Finansów                        | 28 września 2016 – 9 stycznia 2018         | [ 61 ] [ 62 ]                                                                |
| Minister Finansów                                  | 9 stycznia 2018 – 20 września 2019         | [ 63 ] [ 64 ]                                                                |
| Minister Finansów, Inwestycji i Rozwoju            | 20 września 2019 – 15 listopada 2019       | [ 40 ]                                                                       |
| Minister Finansów                                  | 15 listopada 2019 – 6 października 2020    | [ 65 ]                                                                       |
| Minister Finansów, Funduszy i Polityki Regionalnej | 6 października 2020 – 26 października 2021 | [ 66 ]                                                                       |
| Minister Finansów                                  | 26 października 2021 – 24 lipca 2025       | [ 67 ] [ 68 ] [ 69 ] [ 70 ]                                                  |
| Minister Finansów i Gospodarki                     | od 24 lipca 2025                           | [ 49 ]                                                                       |

### Gospodarka
Dział utworzono 1 kwietnia 1999.
| Minister kierujący działem                       | Okres kierowania działem                   | Źródło                                          |
| Minister Gospodarki                              | 3 grudnia 1999 – 8 stycznia 2003           | [ 93 ] [ 94 ] [ 95 ] [ 96 ]                     |
| Minister Gospodarki, Pracy i Polityki Społecznej | 8 stycznia 2003 – 2 maja 2004              | [ 97 ]                                          |
| Minister Gospodarki i Pracy                      | 2 maja 2004 – 31 października 2005         | [ 98 ] [ 99 ]                                   |
| Minister Gospodarki                              | 31 października 2005 – 16 listopada 2015   | [ 100 ] [ 101 ] [ 102 ] [ 103 ] [ 104 ] [ 105 ] |
| Minister Rozwoju                                 | 16 listopada 2015 – 28 września 2016       | [ 106 ]                                         |
| Minister Rozwoju i Finansów                      | 28 września 2016 – 9 stycznia 2018         | [ 61 ] [ 62 ]                                   |
| Minister Przedsiębiorczości i Technologii        | 9 stycznia 2018 – 15 listopada 2019        | [ 107 ]                                         |
| Minister Rozwoju                                 | 15 listopada 2019 – 6 października 2020    | [ 41 ]                                          |
| Minister Rozwoju, Pracy i Technologii            | 6 października 2020 – 26 października 2021 | [ 42 ] [ 43 ]                                   |
| Minister Rozwoju i Technologii                   | 26 października 2021 – 24 lipca 2025       | [ 44 ] [ 45 ] [ 46 ] [ 47 ] [ 48 ]              |
| Minister Finansów i Gospodarki                   | od 24 lipca 2025                           | [ 49 ]                                          |

### Gospodarka morska
Dział utworzono 1 kwietnia 1999.
| Minister kierujący działem                             | Okres kierowania działem                    | Źródło                                  |
| Minister Transportu i Gospodarki Morskiej              | 3 grudnia 1999 – 23 października 2001       | [ 108 ] [ 109 ]                         |
| Minister Infrastruktury                                | 23 października 2001 – 31 października 2005 | [ 110 ] [ 111 ] [ 112 ] [ 113 ] [ 114 ] |
| Minister Transportu i Budownictwa                      | 31 października 2005 – 5 maja 2006          | [ 115 ]                                 |
| Minister Gospodarki Morskiej                           | 5 maja 2006 – 16 listopada 2007             | [ 116 ] [ 117 ] [ 118 ]                 |
| Minister Infrastruktury                                | 16 listopada 2007 – 18 listopada 2011       | [ 119 ]                                 |
| Minister Transportu, Budownictwa i Gospodarki Morskiej | 18 listopada 2011 – 27 listopada 2013       | [ 120 ]                                 |
| Minister Infrastruktury i Rozwoju                      | 27 listopada 2013 – 16 listopada 2015       | [ 121 ] [ 122 ]                         |
| Minister Gospodarki Morskiej i Żeglugi Śródlądowej     | 16 listopada 2015 – 6 października 2020     | [ 123 ] [ 124 ] [ 125 ] [ 126 ]         |
| Minister Infrastruktury                                | od 6 października 2020                      | [ 127 ] [ 128 ] [ 129 ]                 |

### Gospodarka surowcami energetycznymi
Dział utworzono 1 lipca 2024.
| Minister kierujący działem | Okres kierowania działem     | Źródło  |
| Minister Przemysłu         | 1 lipca 2024 – 24 lipca 2025 | [ 131 ] |
| Minister Energii           | od 24 lipca 2025             | [ 92 ]  |

### Gospodarka wodna
Dział utworzono 1 kwietnia 1999.
| Minister kierujący działem                         | Okres kierowania działem                | Źródło                                                                                          |
| Minister Środowiska                                | 10 listopada 1999 – 9 stycznia 2018     | [ 132 ] [ 133 ] [ 134 ] [ 135 ] [ 136 ] [ 137 ] [ 138 ] [ 139 ] [ 140 ] [ 141 ] [ 142 ] [ 143 ] |
| Minister Gospodarki Morskiej i Żeglugi Śródlądowej | 9 stycznia 2018 – 6 października 2020   | [ 125 ] [ 126 ]                                                                                 |
| Minister Klimatu i Środowiska                      | 6 października 2020 – 13 listopada 2020 | [ 88 ] [ 144 ]                                                                                  |
| Minister Infrastruktury                            | od 13 listopada 2020                    | [ 145 ] [ 128 ] [ 129 ]                                                                         |

### Informatyzacja
Dział utworzono 1 lipca 2002.
| Minister kierujący działem                  | Okres kierowania działem                 | Źródło                                                  |
| Minister Nauki                              | 1 lipca 2002 – 2 maja 2004               | [ 147 ] [ 148 ]                                         |
| Minister Nauki i Informatyzacji             | 2 maja 2004 – 31 października 2005       | [ 149 ] [ 150 ]                                         |
| Minister Spraw Wewnętrznych i Administracji | 31 października 2005 – 18 listopada 2011 | [ 12 ] [ 13 ] [ 14 ]                                    |
| Minister Administracji i Cyfryzacji         | 18 listopada 2011 – 16 listopada 2015    | [ 15 ] [ 16 ]                                           |
| Minister Cyfryzacji                         | 16 listopada 2015 – 27 listopada 2023    | [ 151 ] [ 152 ] [ 153 ] [ 154 ] [ 155 ] [ 156 ] [ 157 ] |
| Minister Rozwoju i Technologii              | 27 listopada 2023 – 13 grudnia 2023      | [ 46 ]                                                  |
| Minister Cyfryzacji                         | od 13 grudnia 2023                       | [ 158 ]                                                 |

### Instytucje finansowe
Dział utworzono 1 kwietnia 1999.
| Minister kierujący działem                         | Okres kierowania działem                   | Źródło                                                                       |
| Minister Finansów                                  | 3 grudnia 1999 – 28 września 2016          | [ 50 ] [ 51 ] [ 52 ] [ 53 ] [ 54 ] [ 55 ] [ 56 ] [ 57 ] [ 58 ] [ 59 ] [ 60 ] |
| Minister Rozwoju i Finansów                        | 28 września 2016 – 9 stycznia 2018         | [ 61 ] [ 62 ]                                                                |
| Minister Finansów                                  | 9 stycznia 2018 – 20 września 2019         | [ 63 ] [ 64 ]                                                                |
| Minister Finansów, Inwestycji i Rozwoju            | 20 września 2019 – 15 listopada 2019       | [ 40 ]                                                                       |
| Minister Finansów                                  | 15 listopada 2019 – 6 października 2020    | [ 65 ]                                                                       |
| Minister Finansów, Funduszy i Polityki Regionalnej | 6 października 2020 – 26 października 2021 | [ 66 ]                                                                       |
| Minister Finansów                                  | 26 października 2021 – 24 lipca 2025       | [ 67 ] [ 68 ] [ 69 ] [ 70 ]                                                  |
| Minister Finansów i Gospodarki                     | od 24 lipca 2025                           | [ 49 ]                                                                       |

### Klimat
Dział utworzono 29 lutego 2020.
| Minister kierujący działem    | Okres kierowania działem            | Źródło                              |
| Minister Klimatu              | 21 marca 2020 – 6 października 2020 | [ 87 ]                              |
| Minister Klimatu i Środowiska | od 6 października 2020              | [ 88 ] [ 89 ] [ 90 ] [ 91 ] [ 159 ] |

### Kultura fizyczna
Dział utworzono 16 października 2010.
| Minister kierujący działem                        | Okres kierowania działem                   | Źródło                                  |
| Minister Sportu i Turystyki                       | 16 października 2010 – 15 listopada 2019   | [ 161 ] [ 162 ] [ 163 ] [ 164 ] [ 165 ] |
| Minister Sportu                                   | 15 listopada 2019 – 6 października 2020    | [ 166 ] [ 167 ]                         |
| Minister Kultury, Dziedzictwa Narodowego i Sportu | 6 października 2020 – 26 października 2021 | [ 168 ] [ 169 ]                         |
| Minister Sportu i Turystyki                       | od 26 października 2021                    | [ 170 ] [ 171 ] [ 172 ] [ 173 ]         |

### Kultura i ochrona dziedzictwa narodowego
Dział utworzono 10 września 1999.
| Minister kierujący działem                        | Okres kierowania działem                    | Źródło                                                          |
| Minister Kultury i Dziedzictwa Narodowego         | 10 listopada 1999 – 23 października 2001    | [ 175 ]                                                         |
| Minister Kultury                                  | 23 października 2001 – 31 października 2005 | [ 176 ] [ 177 ] [ 178 ] [ 179 ]                                 |
| Minister Kultury i Dziedzictwa Narodowego         | 31 października 2005 – 6 października 2020  | [ 180 ] [ 181 ] [ 182 ] [ 183 ] [ 184 ] [ 185 ] [ 186 ] [ 187 ] |
| Minister Kultury, Dziedzictwa Narodowego i Sportu | 6 października 2020 – 26 października 2021  | [ 168 ] [ 169 ]                                                 |
| Minister Kultury i Dziedzictwa Narodowego         | od 26 października 2021                     | [ 188 ] [ 189 ] [ 190 ] [ 191 ] [ 192 ] [ 193 ]                 |

### Łączność
Dział utworzono 1 kwietnia 1999.
| Minister kierujący działem            | Okres kierowania działem                    | Źródło                                     |
| Minister Łączności                    | 3 grudnia 1999 – 23 lipca 2001              | [ 194 ] [ 195 ]                            |
| Minister Gospodarki                   | 23 lipca 2001 – 23 października 2001        | [ 196 ]                                    |
| Minister Infrastruktury               | 23 października 2001 – 31 października 2005 | [ 110 ] [ 111 ] [ 112 ] [ 113 ] [ 114 ]    |
| Minister Transportu i Budownictwa     | 31 października 2005 – 5 maja 2006          | [ 115 ]                                    |
| Minister Transportu                   | 5 maja 2006 – 16 listopada 2007             | [ 197 ] [ 198 ]                            |
| Minister Infrastruktury               | 16 listopada 2007 – 18 listopada 2011       | [ 119 ]                                    |
| Minister Administracji i Cyfryzacji   | 18 listopada 2011 – 16 listopada 2015       | [ 15 ] [ 16 ]                              |
| Minister Cyfryzacji                   | 16 listopada 2015 – 9 grudnia 2015          | [ 151 ]                                    |
| Minister Infrastruktury i Budownictwa | 9 grudnia 2015 – 9 stycznia 2018            | [ 35 ] [ 36 ]                              |
| Minister Infrastruktury               | 9 stycznia 2018 – 8 października 2020       | [ 37 ] [ 38 ] [ 199 ] [ 200 ]              |
| Minister Aktywów Państwowych          | od 8 października 2020                      | [ 201 ] [ 29 ] [ 30 ] [ 31 ] [ 32 ] [ 33 ] |

### Obrona narodowa
Dział utworzono 1 kwietnia 1999.
| Minister kierujący działem | Okres kierowania działem | Źródło                                                                                          |
| Minister Obrony Narodowej  | od 1 kwietnia 1999       | [ 202 ] [ 203 ] [ 204 ] [ 205 ] [ 206 ] [ 207 ] [ 208 ] [ 209 ] [ 210 ] [ 211 ] [ 212 ] [ 213 ] |

### Oświata i wychowanie
Dział utworzono 1 kwietnia 1999.
| Minister kierujący działem           | Okres kierowania działem               | Źródło                                                                  |
| Minister Edukacji Narodowej          | 3 grudnia 1999 – 23 października 2001  | [ 214 ]                                                                 |
| Minister Edukacji Narodowej i Sportu | 23 października 2001 – 1 września 2005 | [ 215 ] [ 216 ] [ 217 ] [ 218 ]                                         |
| Minister Edukacji Narodowej          | 1 września 2005 – 31 października 2005 | [ 219 ]                                                                 |
| Minister Edukacji i Nauki            | 31 października 2005 – 5 maja 2006     | [ 220 ]                                                                 |
| Minister Edukacji Narodowej          | 5 maja 2006 – 19 października 2020     | [ 221 ] [ 222 ] [ 223 ] [ 224 ] [ 225 ] [ 226 ] [ 227 ] [ 228 ] [ 229 ] |
| Minister Edukacji i Nauki            | 19 października 2020 – 13 grudnia 2023 | [ 230 ] [ 231 ] [ 232 ]                                                 |
| Minister Edukacji                    | od 13 grudnia 2023                     | [ 233 ]                                                                 |

### Praca
Dział utworzono 1 kwietnia 1999.
| Minister kierujący działem                       | Okres kierowania działem                 | Źródło                                                  |
| Minister Pracy i Polityki Społecznej             | 10 listopada 1999 – 8 stycznia 2003      | [ 234 ] [ 235 ] [ 236 ]                                 |
| Minister Gospodarki, Pracy i Polityki Społecznej | 8 stycznia 2003 – 2 maja 2004            | [ 97 ]                                                  |
| Minister Gospodarki i Pracy                      | 2 maja 2004 – 31 października 2005       | [ 98 ] [ 99 ]                                           |
| Minister Pracy i Polityki Społecznej             | 31 października 2005 – 16 listopada 2015 | [ 237 ] [ 238 ] [ 239 ] [ 240 ] [ 241 ] [ 242 ] [ 243 ] |
| Minister Rodziny, Pracy i Polityki Społecznej    | 16 listopada 2015 – 6 października 2020  | [ 244 ] [ 245 ] [ 246 ] [ 247 ]                         |
| Minister Rozwoju, Pracy i Technologii            | 6 października 2020 – 12 sierpnia 2021   | [ 42 ] [ 43 ]                                           |
| Minister Rodziny i Polityki Społecznej           | 12 sierpnia 2021 – 13 grudnia 2023       | [ 248 ] [ 249 ]                                         |
| Minister Rodziny, Pracy i Polityki Społecznej    | od 13 grudnia 2023                       | [ 250 ]                                                 |

### Rodzina
Dział utworzono 9 września 2010.
| Minister kierujący działem                    | Okres kierowania działem                | Źródło                          |
| Minister Pracy i Polityki Społecznej          | 9 września 2010 – 16 listopada 2015     | [ 242 ] [ 243 ]                 |
| Minister Rodziny, Pracy i Polityki Społecznej | 16 listopada 2015 – 6 października 2020 | [ 244 ] [ 245 ] [ 246 ] [ 247 ] |
| Minister Rodziny i Polityki Społecznej        | 6 października 2020 – 13 grudnia 2023   | [ 252 ] [ 249 ]                 |
| Minister Rodziny, Pracy i Polityki Społecznej | od 13 grudnia 2023                      | [ 250 ]                         |

### Rolnictwo
Dział utworzono 1 kwietnia 1999.
| Minister kierujący działem       | Okres kierowania działem | Źródło |
| Minister Rolnictwa i Rozwoju Wsi | od 10 listopada 1999     | [ 253 ] [ 254 ] [ 255 ] [ 256 ] [ 257 ] [ 258 ] [ 259 ] [ 260 ] [ 261 ] [ 262 ] [ 263 ] [ 264 ] [ 265 ] [ 266 ] [ 267 ] [ 268 ] [ 269 ] [ 270 ] [ 271 ] [ 272 ] |

### Rozwój regionalny
Dział utworzono 10 września 1999.
| Minister kierujący działem                         | Okres kierowania działem                   | Źródło                                          |
| Minister Gospodarki                                | 3 grudnia 1999 – 21 czerwca 2000           | [ 93 ]                                          |
| Minister Rozwoju Regionalnego i Budownictwa        | 21 czerwca 2000 – 23 października 2001     | [ 273 ]                                         |
| Minister Gospodarki                                | 23 października 2001 – 8 stycznia 2003     | [ 95 ] [ 96 ]                                   |
| Minister Gospodarki, Pracy i Polityki Społecznej   | 8 stycznia 2003 – 2 maja 2004              | [ 97 ]                                          |
| Minister Gospodarki i Pracy                        | 2 maja 2004 – 31 października 2005         | [ 98 ] [ 99 ]                                   |
| Minister Rozwoju Regionalnego                      | 31 października 2005 – 27 listopada 2013   | [ 274 ] [ 275 ] [ 276 ] [ 277 ] [ 278 ] [ 279 ] |
| Minister Infrastruktury i Rozwoju                  | 27 listopada 2013 – 16 listopada 2015      | [ 121 ] [ 122 ]                                 |
| Minister Rozwoju                                   | 16 listopada 2015 – 28 września 2016       | [ 106 ]                                         |
| Minister Rozwoju i Finansów                        | 28 września 2016 – 9 stycznia 2018         | [ 61 ] [ 62 ]                                   |
| Minister Inwestycji i Rozwoju                      | 9 stycznia 2018 – 20 września 2019         | [ 280 ] [ 39 ]                                  |
| Minister Finansów, Inwestycji i Rozwoju            | 20 września 2019 – 15 listopada 2019       | [ 40 ]                                          |
| Minister Funduszy i Polityki Regionalnej           | 15 listopada 2019 – 6 października 2020    | [ 281 ]                                         |
| Minister Finansów, Funduszy i Polityki Regionalnej | 6 października 2020 – 26 października 2021 | [ 66 ]                                          |
| Minister Funduszy i Polityki Regionalnej           | od 26 października 2021                    | [ 282 ] [ 283 ] [ 284 ]                         |

### Rozwój wsi
Dział utworzono 1 kwietnia 1999.
| Minister kierujący działem       | Okres kierowania działem | Źródło |
| Minister Rolnictwa i Rozwoju Wsi | od 10 listopada 1999     | [ 253 ] [ 254 ] [ 255 ] [ 256 ] [ 257 ] [ 258 ] [ 259 ] [ 260 ] [ 261 ] [ 262 ] [ 263 ] [ 264 ] [ 265 ] [ 266 ] [ 267 ] [ 268 ] [ 269 ] [ 270 ] [ 271 ] [ 272 ] |

### Rybołówstwo
Dział utworzono 24 lutego 2007.
| Minister kierujący działem                         | Okres kierowania działem                | Źródło                                          |
| Minister Gospodarki Morskiej                       | 2 marca 2007 – 16 listopada 2007        | [ 118 ]                                         |
| Minister Rolnictwa i Rozwoju Wsi                   | 16 listopada 2007 – 16 listopada 2015   | [ 260 ] [ 261 ] [ 262 ]                         |
| Minister Gospodarki Morskiej i Żeglugi Śródlądowej | 16 listopada 2015 – 6 października 2020 | [ 123 ] [ 124 ] [ 125 ] [ 126 ]                 |
| Minister Infrastruktury                            | 6 października 2020 – 2 listopada 2020  | [ 127 ] [ 286 ]                                 |
| Minister Rolnictwa i Rozwoju Wsi                   | od 2 listopada 2020                     | [ 287 ] [ 268 ] [ 269 ] [ 270 ] [ 271 ] [ 272 ] |

### Rynki rolne
Dział utworzono 10 września 1999.
| Minister kierujący działem       | Okres kierowania działem | Źródło |
| Minister Rolnictwa i Rozwoju Wsi | od 10 listopada 1999     | [ 253 ] [ 254 ] [ 255 ] [ 256 ] [ 257 ] [ 258 ] [ 259 ] [ 260 ] [ 261 ] [ 262 ] [ 263 ] [ 264 ] [ 265 ] [ 266 ] [ 267 ] [ 268 ] [ 269 ] [ 270 ] [ 271 ] [ 272 ] |

### Sprawiedliwość
Dział utworzono 1 kwietnia 1999.
| Minister kierujący działem | Okres kierowania działem | Źródło |
| Minister Sprawiedliwości   | od 3 grudnia 1999        | [ 288 ] [ 289 ] [ 290 ] [ 291 ] [ 292 ] [ 293 ] [ 294 ] [ 295 ] [ 296 ] [ 297 ] [ 298 ] [ 299 ] [ 300 ] [ 301 ] [ 302 ] [ 303 ] |

### Sprawy wewnętrzne
Dział utworzono 1 kwietnia 1999.
| Minister kierujący działem                  | Okres kierowania działem                 | Źródło                                                                |
| Minister Spraw Wewnętrznych i Administracji | 18 października 1999 – 18 listopada 2011 | [ 6 ] [ 7 ] [ 8 ] [ 9 ] [ 10 ] [ 11 ] [ 12 ] [ 13 ] [ 14 ]            |
| Minister Spraw Wewnętrznych                 | 18 listopada 2011 – 16 listopada 2015    | [ 304 ] [ 305 ]                                                       |
| Minister Spraw Wewnętrznych i Administracji | od 16 listopada 2015                     | [ 17 ] [ 18 ] [ 19 ] [ 20 ] [ 21 ] [ 22 ] [ 23 ] [ 24 ] [ 25 ] [ 26 ] |

### Sprawy zagraniczne
Dział utworzono 1 kwietnia 1999.
| Minister kierujący działem   | Okres kierowania działem | Źródło |
| Minister Spraw Zagranicznych | od 3 grudnia 1999        | [ 306 ] [ 307 ] [ 308 ] [ 309 ] [ 310 ] [ 311 ] [ 312 ] [ 313 ] [ 72 ] [ 73 ] [ 74 ] [ 75 ] [ 76 ] [ 77 ] [ 78 ] [ 314 ] [ 315 ] [ 81 ] [ 316 ] [ 83 ] |

### Szkolnictwo wyższe i nauka
Dział utworzono 1 października 2018.
| Minister kierujący działem            | Okres kierowania działem                   | Źródło                  |
| Minister Nauki i Szkolnictwa Wyższego | 1 października 2018 – 19 października 2020 | [ 318 ] [ 319 ] [ 320 ] |
| Minister Edukacji i Nauki             | 19 października 2020 – 13 grudnia 2023     | [ 230 ] [ 231 ] [ 232 ] |
| Minister Nauki                        | 13 grudnia 2023 – 17 stycznia 2025         | [ 321 ]                 |
| Minister Nauki i Szkolnictwa Wyższego | od 17 stycznia 2025                        | [ 322 ]                 |

### Środowisko
Dział utworzono 1 kwietnia 1999.
| Minister kierujący działem    | Okres kierowania działem              | Źródło                                                                                                  |
| Minister Środowiska           | 10 listopada 1999 – 15 listopada 2019 | [ 132 ] [ 133 ] [ 134 ] [ 135 ] [ 136 ] [ 137 ] [ 138 ] [ 139 ] [ 140 ] [ 141 ] [ 142 ] [ 143 ] [ 323 ] |
| Minister Klimatu              | 15 listopada 2019 – 21 marca 2020     | [ 324 ]                                                                                                 |
| Minister Środowiska           | 21 marca 2020 – 6 października 2020   | [ 325 ]                                                                                                 |
| Minister Klimatu i Środowiska | od 6 października 2020                | [ 88 ] [ 89 ] [ 90 ] [ 91 ] [ 159 ]                                                                     |

### Transport
Dział utworzono 1 kwietnia 1999.
| Minister kierujący działem                             | Okres kierowania działem                    | Źródło                                  |
| Minister Transportu i Gospodarki Morskiej              | 3 grudnia 1999 – 23 października 2001       | [ 108 ] [ 109 ]                         |
| Minister Infrastruktury                                | 23 października 2001 – 31 października 2005 | [ 110 ] [ 111 ] [ 112 ] [ 113 ] [ 114 ] |
| Minister Transportu i Budownictwa                      | 31 października 2005 – 5 maja 2006          | [ 115 ]                                 |
| Minister Transportu                                    | 5 maja 2006 – 16 listopada 2007             | [ 197 ] [ 198 ]                         |
| Minister Infrastruktury                                | 16 listopada 2007 – 18 listopada 2011       | [ 119 ]                                 |
| Minister Transportu, Budownictwa i Gospodarki Morskiej | 18 listopada 2011 – 27 listopada 2013       | [ 120 ]                                 |
| Minister Infrastruktury i Rozwoju                      | 27 listopada 2013 – 16 listopada 2015       | [ 121 ] [ 122 ]                         |
| Minister Infrastruktury i Budownictwa                  | 16 listopada 2015 – 9 stycznia 2018         | [ 326 ] [ 35 ] [ 36 ]                   |
| Minister Infrastruktury                                | od 9 stycznia 2018                          | [ 37 ] [ 38 ] [ 199 ] [ 128 ] [ 129 ]   |

### Turystyka
Dział utworzono 10 września 1999.
| Minister kierujący działem                       | Okres kierowania działem                   | Źródło                                          |
| Minister Transportu i Gospodarki Morskiej        | 3 grudnia 1999 – 21 czerwca 2000           | [ 108 ]                                         |
| Minister Gospodarki                              | 21 czerwca 2000 – 8 stycznia 2003          | [ 94 ] [ 95 ] [ 96 ]                            |
| Minister Gospodarki, Pracy i Polityki Społecznej | 8 stycznia 2003 – 2 maja 2004              | [ 97 ]                                          |
| Minister Gospodarki i Pracy                      | 2 maja 2004 – 31 października 2005         | [ 98 ] [ 99 ]                                   |
| Minister Gospodarki                              | 31 października 2005 – 23 lipca 2007       | [ 100 ] [ 101 ]                                 |
| Minister Sportu i Turystyki                      | 23 lipca 2007 – 15 listopada 2019          | [ 327 ] [ 328 ] [ 162 ] [ 163 ] [ 164 ] [ 165 ] |
| Minister Rozwoju                                 | 15 listopada 2019 – 6 października 2020    | [ 41 ]                                          |
| Minister Rozwoju, Pracy i Technologii            | 6 października 2020 – 26 października 2021 | [ 42 ] [ 43 ]                                   |
| Minister Sportu i Turystyki                      | od 26 października 2021                    | [ 170 ] [ 171 ] [ 172 ] [ 173 ]                 |

### Wyznania religijne oraz mniejszości narodowe i etniczne
Dział utworzono 31 stycznia 2005.
| Minister kierujący działem                  | Okres kierowania działem              | Źródło                                                                |
| Minister Spraw Wewnętrznych i Administracji | 31 stycznia 2005 – 18 listopada 2011  | [ 330 ] [ 12 ] [ 13 ] [ 14 ]                                          |
| Minister Administracji i Cyfryzacji         | 18 listopada 2011 – 16 listopada 2015 | [ 15 ] [ 16 ]                                                         |
| Minister Spraw Wewnętrznych i Administracji | od 16 listopada 2015                  | [ 17 ] [ 18 ] [ 19 ] [ 20 ] [ 21 ] [ 22 ] [ 23 ] [ 24 ] [ 25 ] [ 26 ] |

### Zabezpieczenie społeczne
Dział utworzono 1 kwietnia 1999.
| Minister kierujący działem                       | Okres kierowania działem                 | Źródło                                                  |
| Minister Pracy i Polityki Społecznej             | 10 listopada 1999 – 8 stycznia 2003      | [ 234 ] [ 235 ] [ 236 ]                                 |
| Minister Gospodarki, Pracy i Polityki Społecznej | 8 stycznia 2003 – 2 maja 2004            | [ 97 ]                                                  |
| Minister Polityki Społecznej                     | 2 maja 2004 – 31 października 2005       | [ 331 ] [ 332 ] [ 333 ]                                 |
| Minister Pracy i Polityki Społecznej             | 31 października 2005 – 16 listopada 2015 | [ 237 ] [ 238 ] [ 239 ] [ 240 ] [ 241 ] [ 242 ] [ 243 ] |
| Minister Rodziny, Pracy i Polityki Społecznej    | 16 listopada 2015 – 6 października 2020  | [ 244 ] [ 245 ] [ 246 ] [ 247 ]                         |
| Minister Rodziny i Polityki Społecznej           | 6 października 2020 – 13 grudnia 2023    | [ 252 ] [ 249 ]                                         |
| Minister Rodziny, Pracy i Polityki Społecznej    | od 13 grudnia 2023                       | [ 250 ]                                                 |

### Zdrowie
Dział utworzono 1 kwietnia 1999
| Minister kierujący działem | Okres kierowania działem | Źródło |
| Minister Zdrowia           | od 10 listopada 1999     | [ 334 ] [ 335 ] [ 336 ] [ 337 ] [ 338 ] [ 339 ] [ 340 ] [ 341 ] [ 342 ] [ 343 ] [ 344 ] [ 345 ] [ 346 ] [ 347 ] [ 348 ] [ 349 ] [ 350 ] [ 351 ] [ 352 ] |

### Żegluga śródlądowa
Dział utworzono 27 listopada 2015.
| Minister kierujący działem                         | Okres kierowania działem                | Źródło                          |
| Minister Gospodarki Morskiej i Żeglugi Śródlądowej | 27 listopada 2015 – 6 października 2020 | [ 353 ] [ 124 ] [ 125 ] [ 126 ] |
| Minister Infrastruktury                            | od 6 października 2020                  | [ 127 ] [ 128 ] [ 129 ]         |

## Działy zniesione

### Architektura i budownictwo
Dział utworzono 10 września 1999.
| Minister kierujący działem                  | Okres kierowania działem               | Źródło  |
| Minister Spraw Wewnętrznych i Administracji | 18 października 1999 – 21 czerwca 2000 | [ 6 ]   |
| Minister Rozwoju Regionalnego i Budownictwa | 21 czerwca 2000 – 23 października 2001 | [ 273 ] |
| Minister Infrastruktury                     | 23 października 2001 – 1 stycznia 2002 | [ 110 ] |

1 stycznia 2002 w miejsce działu oraz działu gospodarka przestrzenna i mieszkaniowa utworzono dział budownictwo, gospodarka przestrzenna i mieszkaniowa.

### Budownictwo, gospodarka przestrzenna i mieszkaniowa
Dział utworzono 1 stycznia 2002.
| Minister kierujący działem                             | Okres kierowania działem               | Źródło                          |
| Minister Infrastruktury                                | 1 stycznia 2002 – 31 października 2005 | [ 111 ] [ 112 ] [ 113 ] [ 114 ] |
| Minister Transportu i Budownictwa                      | 31 października 2005 – 5 maja 2006     | [ 115 ]                         |
| Minister Budownictwa                                   | 5 maja 2006 – 16 listopada 2007        | [ 354 ] [ 355 ]                 |
| Minister Infrastruktury                                | 16 listopada 2007 – 18 listopada 2011  | [ 119 ]                         |
| Minister Transportu, Budownictwa i Gospodarki Morskiej | 18 listopada 2011 – 1 stycznia 2013    | [ 120 ]                         |

1 stycznia 2013 w miejsce działu utworzono dział budownictwo, lokalne planowanie i zagospodarowanie przestrzenne oraz mieszkalnictwo.

### Budownictwo, lokalne planowanie i zagospodarowanie przestrzenne oraz mieszkalnictwo
Dział utworzono 1 stycznia 2013.
| Minister kierujący działem                             | Okres kierowania działem              | Źródło          |
| Minister Transportu, Budownictwa i Gospodarki Morskiej | 1 stycznia 2013 – 27 listopada 2013   | [ 357 ]         |
| Minister Infrastruktury i Rozwoju                      | 27 listopada 2013 – 16 listopada 2015 | [ 121 ] [ 122 ] |
| Minister Infrastruktury i Budownictwa                  | 16 listopada 2015 – 27 listopada 2015 | [ 326 ]         |

27 listopada 2015 w miejsce działu utworzono dział budownictwo, planowanie i zagospodarowanie przestrzenne oraz mieszkalnictwo.

### Gospodarka przestrzenna i mieszkaniowa
Dział utworzono 10 września 1999.
| Minister kierujący działem                  | Okres kierowania działem               | Źródło  |
| Minister Gospodarki                         | 3 grudnia 1999 – 21 czerwca 2000       | [ 93 ]  |
| Minister Rozwoju Regionalnego i Budownictwa | 21 czerwca 2000 – 23 października 2001 | [ 273 ] |
| Minister Infrastruktury                     | 23 października 2001 – 1 stycznia 2002 | [ 110 ] |

1 stycznia 2002 w miejsce działu oraz działu architektura i budownictwo utworzono dział budownictwo, gospodarka przestrzenna i mieszkaniowa.

### Gospodarka złożami kopalin
Dział utworzono 27 listopada 2015.
| Minister kierujący działem   | Okres kierowania działem            | Źródło               |
| Minister Energii             | 1 grudnia 2015 – 15 listopada 2019  | [ 84 ] [ 85 ]        |
| Minister Aktywów Państwowych | 15 listopada 2019 – 13 grudnia 2023 | [ 86 ] [ 29 ] [ 30 ] |
| Minister Przemysłu           | 13 grudnia 2023 – 1 lipca 2024      | [ 358 ] [ 359 ]      |

1 lipca 2024 w miejsce działu utworzono dział gospodarka surowcami energetycznymi. 

### Integracja europejska
Dział utworzono 1 kwietnia 1999.
| Minister kierujący działem                      | Okres kierowania działem          | Źródło |
| Przewodniczący Komitetu Integracji Europejskiej | 1 kwietnia 1999 – 1 stycznia 2010 | [ 5 ]  |

1 stycznia 2010 w miejsce działu utworzono dział członkostwo Rzeczypospolitej Polskiej w Unii Europejskiej.

### Kultura
Dział (utworzony 1 kwietnia 1999) istniał w okresie przejściowym. 10 września 1999 w jego miejsce utworzono dział kultura i ochrona dziedzictwa narodowego.

### Kultura fizyczna i sport
Dział utworzono 10 września 1999.
| Minister kierujący działem           | Okres kierowania działem               | Źródło                          |
| Minister Edukacji Narodowej          | 3 grudnia 1999 – 23 października 2001  | [ 214 ]                         |
| Minister Edukacji Narodowej i Sportu | 23 października 2001 – 1 września 2005 | [ 215 ] [ 216 ] [ 217 ] [ 218 ] |
| Minister Sportu                      | 1 września 2005 – 23 lipca 2007        | [ 360 ] [ 361 ] [ 362 ]         |
| Minister Sportu i Turystyki          | 23 lipca 2007 – 16 października 2010   | [ 327 ] [ 328 ]                 |

16 października 2010 w miejsce działu utworzono dział kultura fizyczna.

### Kultura fizyczna i turystyka
Dział (utworzony 1 kwietnia 1999) istniał w okresie przejściowym. 10 września 1999 w jego miejsce utworzono dział kultura fizyczna i sport oraz dział turystyka.

### Mieszkalnictwo i rozwój miast
Dział (utworzony 1 kwietnia 1999) istniał w okresie przejściowym. 10 września 1999 w jego miejsce utworzono dział gospodarka przestrzenna i mieszkaniowa.

### Nauka
Dział utworzono 1 kwietnia 1999
| Minister kierujący działem            | Okres kierowania działem           | Źródło                                                          |
| Minister Nauki                        | 10 listopada 1999 – 2 maja 2004    | [ 363 ] [ 364 ] [ 147 ] [ 148 ]                                 |
| Minister Nauki i Informatyzacji       | 2 maja 2004 – 31 października 2005 | [ 149 ] [ 150 ]                                                 |
| Minister Edukacji i Nauki             | 31 października 2005 – 5 maja 2006 | [ 220 ]                                                         |
| Minister Nauki i Szkolnictwa Wyższego | 5 maja 2006 – 1 października 2018  | [ 365 ] [ 366 ] [ 367 ] [ 368 ] [ 369 ] [ 370 ] [ 371 ] [ 372 ] |

1 października 2018 w miejsce działu oraz działu szkolnictwo wyższe utworzono dział szkolnictwo wyższe i nauka.

### Skarb Państwa
Dział utworzono 1 kwietnia 1999
| Minister kierujący działem | Okres kierowania działem         | Źródło                                                                                  |
| Minister Skarbu Państwa    | 3 grudnia 1999 – 1 stycznia 2017 | [ 373 ] [ 374 ] [ 375 ] [ 376 ] [ 377 ] [ 378 ] [ 379 ] [ 380 ] [ 381 ] [ 382 ] [ 383 ] |

1 stycznia 2017 dział został zlikwidowany.

### Sprawy rodziny
Dział utworzono 24 lutego 2007.
| Minister kierujący działem           | Okres kierowania działem           | Źródło          |
| Minister Pracy i Polityki Społecznej | 2 marca 2007 – 25 czerwca 2007     | [ 239 ] [ 385 ] |
| Minister Rozwoju Regionalnego        | 25 czerwca 2007 – 14 sierpnia 2007 | [ 276 ]         |
| Minister Pracy i Polityki Społecznej | 14 sierpnia 2007 – 9 września 2010 | [ 240 ] [ 241 ] |

9 września 2010 w miejsce działu utworzono dział rodzina.

### Szkolnictwo wyższe
Dział utworzono 1 kwietnia 1999.
| Minister kierujący działem            | Okres kierowania działem               | Źródło                                                          |
| Minister Edukacji Narodowej           | 3 grudnia 1999 – 23 października 2001  | [ 214 ]                                                         |
| Minister Edukacji Narodowej i Sportu  | 23 października 2001 – 1 września 2005 | [ 215 ] [ 216 ] [ 217 ] [ 218 ]                                 |
| Minister Edukacji Narodowej           | 1 września 2005 – 31 października 2005 | [ 219 ]                                                         |
| Minister Edukacji i Nauki             | 31 października 2005 – 5 maja 2006     | [ 220 ]                                                         |
| Minister Nauki i Szkolnictwa Wyższego | 5 maja 2006 – 1 października 2018      | [ 365 ] [ 366 ] [ 367 ] [ 368 ] [ 369 ] [ 370 ] [ 371 ] [ 372 ] |

1 października 2018 w miejsce działu oraz działu nauka utworzono dział szkolnictwo wyższe i nauka.

### Wyznania religijne
Dział utworzono 1 kwietnia 1999
| Minister kierujący działem                  | Okres kierowania działem                | Źródło                                |
| Minister Spraw Wewnętrznych i Administracji | 18 października 1999 – 31 stycznia 2005 | [ 6 ] [ 7 ] [ 8 ] [ 9 ] [ 10 ] [ 11 ] |

31 stycznia 2005 w miejsce działu utworzono dział wyznania religijne oraz mniejszości narodowe i etniczne.